# Classifica a squadre (Campionati europei di sollevamento pesi)
La classifica a squadre ai campionati europei di sollevamento pesi è una delle classifiche accessorie della manifestazione, istituita nel 1946. Consiste in una graduatoria che riguarda le gare individuali di ciascun atleta per le 16 categorie di competizione, 8 maschili e 8 femminili – dal 2019 al 2025 erano 20 categorie, 10 maschili e 10 femminili – in base alle quali si applica un sistema di punteggio.

## Storia
La classifica fu ideata a partire dall'8ª edizione dei campionati organizzata dalla IWF (che riconobbe come valide per il campionato europeo le due edizioni olimpiche di Londra 1948 ed Helsinki 1952) e dalla 28ª edizione complessiva tenendo conto anche di quelli tenutesi dal 1896 al 1921. L'attuale classifica è stilata sulle prime 25 posizioni, con una sommatoria comprendente l'esercizio totale e le due specialità, lo strappo e lo slancio (fino al 1972 era presente la distensione lenta).

## Sistema di punteggio
Nella storia della competizione il sistema di punteggio è cambiato per otto volte in base alle decisioni assunte nei vari congressi.

### 1946–1947
Il sistema di punteggio è basato sui punti distribuiti dal 1º al 3º posto solo per l'esercizio totale in base allo schema sotto elencato, adottato dal 1946 al 1947:
| Posizione   | Posizione | 1ª | 2ª | 3ª |
| Sommatoria  | Punti     | 3  | 2  | 1  |
| Totale      | Punti     | 3  | 2  | 1  |
| Distensione | Punti     | 0  | 0  | 0  |
| Strappo     | Punti     | 0  | 0  | 0  |
| Slancio     | Punti     | 0  | 0  | 0  |

### 1948–1957
Al congresso FIH di Londra, 1–7 agosto 1948 (due giorni prima l'inizio delle gare di sollevamento pesi delle Olimpiadi di Londra, che valevano anche come campionati europei),  il sistema di punteggio è basato sui punti distribuiti dal 1º al 3º posto solo per l'esercizio totale in base allo schema sotto elencato, adottato dal 1948 al 1957:
| Posizione   | Posizione | 1ª | 2ª | 3ª |
| Sommatoria  | Punti     | 5  | 3  | 1  |
| Totale      | Punti     | 5  | 3  | 1  |
| Distensione | Punti     | 0  | 0  | 0  |
| Strappo     | Punti     | 0  | 0  | 0  |
| Slancio     | Punti     | 0  | 0  | 0  |

### 1957–1958
Al congresso FIHC di Teheran, 2–7 novembre 1957, il sistema di punteggio è basato sui punti distribuiti dal 1º al 6º posto solo per l'esercizio totale in base allo schema sotto elencato, adottato dal novembre 1957 al maggio 1958: 
| Posizione   | Posizione | 1ª | 2ª | 3ª | 4ª | 5ª | 6ª |
| Sommatoria  | Punti     | 10 | 6  | 4  | 3  | 2  | 1  |
| Totale      | Punti     | 10 | 6  | 4  | 3  | 2  | 1  |
| Distensione | Punti     | 0  | 0  | 0  | 0  | 0  | 0  |
| Strappo     | Punti     | 0  | 0  | 0  | 0  | 0  | 0  |
| Slancio     | Punti     | 0  | 0  | 0  | 0  | 0  | 0  |

### 1958–1972
A Tokyo, 3–24 maggio 1958, il sistema di punteggio è basato sui punti distribuiti dal 1º al 6º posto solo per l'esercizio totale in base allo schema sotto elencato, adottato dal giugno 1958 al 1972: 
| Posizione   | Posizione | 1ª | 2ª | 3ª | 4ª | 5ª | 6ª |
| Sommatoria  | Punti     | 7  | 5  | 4  | 3  | 2  | 1  |
| Totale      | Punti     | 7  | 5  | 4  | 3  | 2  | 1  |
| Distensione | Punti     | 0  | 0  | 0  | 0  | 0  | 0  |
| Strappo     | Punti     | 0  | 0  | 0  | 0  | 0  | 0  |
| Slancio     | Punti     | 0  | 0  | 0  | 0  | 0  | 0  |

### 1973–1976
Nell'aprile 1973 il sistema di punteggio è basato sui punti distribuiti dal 1º al 10º posto solo per l'esercizio totale in base allo schema sotto elencato, adottato dal 1973 al 1976:
| Posizione  | Posizione | 1ª | 2ª | 3ª | 4ª | 5ª | 6ª | 7ª | 8ª | 9ª | 10ª |
| Sommatoria | Punti     | 12 | 9  | 8  | 7  | 6  | 5  | 4  | 3  | 2  | 1   |
| Totale     | Punti     | 12 | 9  | 8  | 7  | 6  | 5  | 4  | 3  | 2  | 1   |
| Strappo    | Punti     | 0  | 0  | 0  | 0  | 0  | 0  | 0  | 0  | 0  | 0   |
| Slancio    | Punti     | 0  | 0  | 0  | 0  | 0  | 0  | 0  | 0  | 0  | 0   |

### 1977–1984
Nel maggio 1977 il sistema di punteggio è la sommatoria dell'esercizio totale e delle due specialità in base allo schema sotto elencato, adottato dal 1977 al 1984:
| Posizione  | Posizione | 1ª | 2ª | 3ª | 4ª | 5ª | 6ª | 7ª | 8ª | 9ª | 10ª |
| Sommatoria | Punti     | 36 | 27 | 24 | 21 | 18 | 15 | 12 | 9  | 6  | 3   |
| Totale     | Punti     | 12 | 9  | 8  | 7  | 6  | 5  | 4  | 3  | 2  | 1   |
| Strappo    | Punti     | 12 | 9  | 8  | 7  | 6  | 5  | 4  | 3  | 2  | 1   |
| Slancio    | Punti     | 12 | 9  | 8  | 7  | 6  | 5  | 4  | 3  | 2  | 1   |

### 1985–1995
All'IWF Executive Board Meeting di Herzogenaurach,  6–12–14 gennaio 1984, e al Congresso IWF di Los Angeles, 27 luglio 1984, il sistema di punteggio è la sommatoria dell'esercizio totale e delle due specialità in base allo schema sotto elencato, adottato dal 1985 al 1995:
| Posizione  | Posizione | 1ª | 2ª | 3ª | 4ª | 5ª | 6ª | 7ª | 8ª | 9ª | 10ª | 11ª | 12ª | 13ª | 14ª | 15ª |
| Sommatoria | Punti     | 48 | 42 | 39 | 36 | 33 | 30 | 27 | 24 | 21 | 18  | 15  | 12  | 9   | 6   | 3   |
| Totale     | Punti     | 16 | 14 | 13 | 12 | 11 | 10 | 9  | 8  | 7  | 6   | 5   | 4   | 3   | 2   | 1   |
| Strappo    | Punti     | 16 | 14 | 13 | 12 | 11 | 10 | 9  | 8  | 7  | 6   | 5   | 4   | 3   | 2   | 1   |
| Slancio    | Punti     | 16 | 14 | 13 | 12 | 11 | 10 | 9  | 8  | 7  | 6   | 5   | 4   | 3   | 2   | 1   |

### 1996–attuale
All'IWF Executive Board Meeting di Varsavia, tenutosi il 7 gennaio e nel maggio 1996, il sistema di punteggio è la sommatoria dell'esercizio totale e delle due specialità in base allo schema sotto elencato, adottato dal 1996 e tuttora vigente.
Da rilevare che al Congresso IWF di Atene tenutosi il 10 e 11 dicembre 1996,  la classifica a squadre viene sospesa per due anni (1996 e 1997) per casi di doping; i punteggi furono calcolati ma i titoli non vennero assegnati.
| Posizione  | Posizione | 1ª | 2ª | 3ª | 4ª | 5ª | 6ª | 7ª | 8ª | 9ª | 10ª | 11ª | 12ª | 13ª | 14ª | 15ª | 16ª | 17ª | 18ª | 19ª | 20ª | 21ª | 22ª | 23ª | 24ª | 25ª |
| Sommatoria | Punti     | 84 | 75 | 69 | 66 | 63 | 60 | 57 | 54 | 51 | 48  | 45  | 42  | 39  | 36  | 33  | 30  | 27  | 24  | 21  | 18  | 15  | 12  | 9   | 6   | 3   |
| Totale     | Punti     | 28 | 25 | 23 | 22 | 21 | 20 | 19 | 18 | 17 | 16  | 15  | 14  | 13  | 12  | 11  | 10  | 9   | 8   | 7   | 6   | 5   | 4   | 3   | 2   | 1   |
| Strappo    | Punti     | 28 | 25 | 23 | 22 | 21 | 20 | 19 | 18 | 17 | 16  | 15  | 14  | 13  | 12  | 11  | 10  | 9   | 8   | 7   | 6   | 5   | 4   | 3   | 2   | 1   |
| Slancio    | Punti     | 28 | 25 | 23 | 22 | 21 | 20 | 19 | 18 | 17 | 16  | 15  | 14  | 13  | 12  | 11  | 10  | 9   | 8   | 7   | 6   | 5   | 4   | 3   | 2   | 1   |

## Albo d'oro

### Maschili 1946–1987
| Anno | Città             |                      | Maschili             | Maschili          | Maschili |
| Anno | Città             | 1                    | 2                    | 3                 |          |
| 1946 | Parigi            | Unione Sovietica 19  | Svezia 5             | Danimarca 3       |          |
| 1947 | Helsinki          | Unione Sovietica 26  | Svezia 4             | Finlandia 2       |          |
| 1948 | Londra            | Francia 17           | Regno Unito 16       | Danimarca 9       |          |
| 1949 | Scheveningen      | Francia 14           | Danimarca 10         | Regno Unito 8     |          |
| 1950 | Parigi            | Unione Sovietica 30  | Svezia 11            | Regno Unito 7     |          |
| 1951 | Milano            | Francia 15           | Italia 14            | Austria 8         |          |
| 1952 | Helsinki          | Unione Sovietica 31  | Svezia 6             | Germania Ovest 5  |          |
| 1953 | Stoccolma         | Unione Sovietica 31  | Germania Ovest 8     | Austria 6         |          |
| 1954 | Vienna            | Unione Sovietica 33  | Austria 9            | Italia 5          |          |
| 1955 | Monaco di Baviera | Unione Sovietica 33  | Francia 6            | Finlandia 5       |          |
| 1956 | Helsinki          | Unione Sovietica 33  | Italia 7             | Francia 5         |          |
| 1957 | Katowice          | Unione Sovietica 30  | Polonia 15           | Cecoslovacchia 5  |          |
| 1958 | Stoccolma         | Unione Sovietica 49  | Italia 22            | Polonia 15        |          |
| 1959 | Varsavia          | Unione Sovietica 45  | Polonia 32           | Bulgaria 15       |          |
| 1960 | Milano            | Unione Sovietica 47  | Polonia 27           | Italia 16         |          |
| 1961 | Vienna            | Unione Sovietica 44  | Ungheria 25          | Polonia 23        |          |
| 1962 | Budapest          | Unione Sovietica 41  | Ungheria 34          | Polonia 22        |          |
| 1963 | Stoccolma         | Unione Sovietica 39  | Ungheria 34          | Polonia 27        |          |
| 1964 | Mosca             | Unione Sovietica 47  | Ungheria 29          | Cecoslovacchia 14 |          |
| 1965 | Sofia             | Polonia 32           | Unione Sovietica 31  | Ungheria 22       |          |
| 1966 | Berlino Est       | Unione Sovietica 40  | Polonia 33           | Ungheria 29       |          |
| 1968 | Leningrado        | Unione Sovietica 42  | Polonia 34           | Ungheria 13       |          |
| 1969 | Varsavia          | Unione Sovietica 44  | Polonia 29           | Ungheria 28       |          |
| 1970 | Szombathely       | Unione Sovietica 51  | Ungheria 37          | Polonia 35        |          |
| 1971 | Sofia             | Unione Sovietica 54  | Polonia 33           | Ungheria 33       |          |
| 1972 | Costanza          | Unione Sovietica 56  | Bulgaria 39          | Polonia 29        |          |
| 1973 | Madrid            | Unione Sovietica 89  | Bulgaria 86          | Ungheria 61       |          |
| 1974 | Verona            | Unione Sovietica 94  | Bulgaria 87          | Germania Est 58   |          |
| 1975 | Mosca             | Unione Sovietica 90  | Bulgaria 78          | Polonia 63        |          |
| 1976 | Berlino Est       | Unione Sovietica 93  | Bulgaria 75          | Polonia 65        |          |
| 1977 | Stoccarda         |                      |                      |                   |          |
| 1978 | Havířov           |                      |                      |                   |          |
| 1979 | Varna             |                      |                      |                   |          |
| 1980 | Belgrado          | Unione Sovietica 311 | Bulgaria 277         | Germania Est 226  |          |
| 1981 | Lilla             |                      |                      |                   |          |
| 1982 | Lubiana           |                      |                      |                   |          |
| 1983 | Mosca             |                      |                      |                   |          |
| 1984 | Vitoria           |                      |                      |                   |          |
| 1985 | Katowice          |                      |                      |                   |          |
| 1986 | Karl-Marx-Stadt   | Bulgaria 436         | Unione Sovietica 407 | Polonia 297       |          |
| 1987 | Reims             | Bulgaria 454         | Unione Sovietica 364 | Polonia 312       |          |

### Maschili e femminili 1988–2025
| Anno | Città                         |                                       | Maschili        | Maschili        | Maschili     |                 | Femminili       | Femminili | Femminili |
| Anno | Città                         | 1                                     | 2               | 3               | 1            | 2               | 3               |           |           |
| 1988 | Cardiff Città di San Marino   |                                       |                 |                 |              |                 |                 |           |           |
| 1989 | Atene Manchester              |                                       |                 |                 |              |                 |                 |           |           |
| 1990 | Ålborg Santa Cruz de Tenerife | Unione Sovietica 438                  | Bulgaria 415    | Polonia 298     | Bulgaria 394 | Regno Unito 306 | Spagna 301      |           |           |
| 1991 | Władysławowo Varna            | Unione Sovietica 440                  | Bulgaria 413    | Turchia 326     | Bulgaria 394 | Ungheria 355    | Grecia 305      |           |           |
| 1992 | Szekszárd Loures              | Comunità degli Stati Indipendenti 394 | Bulgaria 365    | Polonia 305     |              |                 |                 |           |           |
| 1993 | Sofia Valencia                |                                       |                 |                 |              |                 |                 |           |           |
| 1994 | Sokolov Roma                  |                                       |                 |                 |              |                 |                 |           |           |
| 1995 | Varsavia Be'er Sheva          | Turchia 356                           | Grecia 330      | Polonia 329     |              |                 |                 |           |           |
| 1996 | Stavanger Praga               | Bulgaria 706                          | Grecia 608      | Russia 555      | ?            | ?               | ?               |           |           |
| 1997 | Rijeka Siviglia               | Turchia 687                           | Russia 572      | Germania 571    | ?            | ?               | ?               |           |           |
| 1998 | Riesa                         | Bulgaria 549                          | Russia 530      | Germania 458    | Ungheria 514 | Russia 471      | Bulgaria 467    |           |           |
| 1999 | La Coruña                     | Turchia 682                           | Spagna 608      | Russia 524      | Turchia 647  | Grecia 586      | Spagna 584      |           |           |
| 2000 | Sofia                         | Bulgaria 610                          | Turchia 525     | Russia 464      | Bulgaria 522 | Russia 438      | Ucraina 343     |           |           |
| 2001 | Trenčín                       | Russia 538                            | Turchia 504     | Polonia 498     | Russia 492   | Ungheria 483    | Spagna 400      |           |           |
| 2002 | Adalia                        | Bulgaria 599                          | Turchia 486     | Russia 368      | Turchia 522  | Russia 496      | Polonia 466     |           |           |
| 2003 | Loutraki                      | Russia 553                            | Bulgaria 544    | Turchia 537     | Turchia 521  | Russia 501      | Bulgaria 441    |           |           |
| 2004 | Kiev                          | Turchia 591                           | Bulgaria 442    | Russia 416      | Turchia 478  | Polonia 438     | Bulgaria 436    |           |           |
| 2005 | Sofia                         | Bulgaria 524                          | Turchia 486     | Russia 474      | Russia 567   | Polonia 461     | Bulgaria 457    |           |           |
| 2006 | Władysławowo                  | Bielorussia 486                       | Polonia 485     | Bulgaria 435    | Russia 483   | Ucraina 434     | Polonia 386     |           |           |
| 2007 | Strasburgo                    | Russia 546                            | Bielorussia 523 | Turchia 506     | Russia 486   | Ucraina 456     | Turchia 440     |           |           |
| 2008 | Lignano Sabbiadoro            | Russia 598                            | Francia 457     | Azerbaigian 427 | Ucraina 471  | Russia 454      | Turchia 449     |           |           |
| 2009 | Bucarest                      | Russia 500                            | Turchia 475     | Azerbaigian 447 | Russia 516   | Turchia 494     | Ucraina 481     |           |           |
| 2010 | Minsk                         | Turchia 538                           | Armenia 496     | Polonia 460     | Russia 498   | Turchia 497     | Polonia 416     |           |           |
| 2011 | Kazan'                        | Turchia 470                           | Polonia 467     | Moldavia 431    | Russia 559   | Turchia 517     | Polonia 413     |           |           |
| 2012 | Adalia                        | Moldavia 488                          | Russia 474      | Turchia 466     | Russia 530   | Turchia 441     | Polonia 417     |           |           |
| 2013 | Tirana                        | Russia 622                            | Bulgaria 477    | Moldavia 405    | Polonia 446  | Ucraina 430     | Russia 421      |           |           |
| 2014 | Tel Aviv                      | Russia 595                            | Bulgaria 535    | Polonia 491     | Russia 539   | Ucraina 443     | Polonia 443     |           |           |
| 2015 | Tbilisi                       | Moldavia 520                          | Russia 500      | Polonia 497     | Ucraina 478  | Russia 421      | Turchia 416     |           |           |
| 2016 | Førde                         | Russia 524                            | Armenia 503     | Turchia 501     | Armenia 449  | Ucraina 435     | Turchia 399     |           |           |
| 2017 | Spalato                       | Russia 501                            | Turchia 463     | Polonia 399     | Russia 588   | Ucraina 492     | Spagna 464      |           |           |
| 2018 | Bucarest                      | Georgia 574                           | Romania 525     | Polonia 451     | Romania 512  | Polonia 429     | Italia 412      |           |           |
| 2019 | Batumi                        | Georgia 636                           | Bielorussia 634 | Armenia 596     | Russia 736   | Turchia 575     | Romania 480     |           |           |
| 2021 | Mosca                         | Bulgaria 685                          | Armenia 620     | Georgia 612     | Russia 699   | Turchia 616     | Ucraina 603     |           |           |
| 2022 | Tirana                        | Bulgaria 746                          | Armenia 667     | Georgia 647     | Turchia 690  | Ucraina 686     | Regno Unito 381 |           |           |
| 2023 | Erevan                        | Armenia 762                           | Georgia 695     | Turchia 587     | Turchia 650  | Ucraina 647     | Armenia 554     |           |           |
| 2024 | Sofia                         | Bulgaria 696                          | Armenia 669     | Turchia 628     | Ucraina 654  | Turchia 535     | Romania 485     |           |           |
| 2025 | Chișinău                      | Armenia 652                           | Georgia 648     | Turchia 571     | Armenia 581  | Turchia 569     | Regno Unito 541 |           |           |
| 2026 | Batumi                        |                                       |                 |                 |              |                 |                 |           |           |